# Christian Zawieschitzky
Christian Zawieschitzky (* 2. Mai 2007 in Kufstein) ist ein österreichischer Fußballtorwart.

## Karriere

### Verein
Zawieschitzky begann seine Karriere beim SC Kundl. Im Dezember 2016 wechselte er zum FC Wacker Innsbruck. Zur Saison 2020/21 wechselte er in die Akademie des FC Red Bull Salzburg, in der er anschließend auch sämtliche Altersstufen durchlief. Im Oktober 2023 stand er erstmals im Kader des zweitklassigen Farmteams FC Liefering, zu einem Einsatz für Liefering kam er in der Saison 2023/24 aber nicht.
Zur Saison 2024/25 rückte Zawieschitzky fest in den Kader der Lieferinger auf. Sein Debüt in der 2. Liga gab er dann im August 2024, als er am ersten Spieltag jener Saison gegen den First Vienna FC in der Startelf stand.
Im November 2024 stand er gegen den TSV Hartberg erstmals im Bundesligakader von Salzburg. Sein Debüt für die Salzburger Profis gab er im Juni 2025 im Rahmen der Klub-WM gegen den CF Pachuca.

### Nationalmannschaft
Zawieschitzky spielte im April 2022 erstmals für eine österreichische Jugendnationalauswahl. 2024 nahm er mit der U-17-Mannschaft an der EM teil. Österreich schied im Viertelfinale aus, Zawieschitzky kam als Ersatztormann nicht zum Einsatz.
Im Oktober 2024 debütierte er im U-18-Team. Im Juni 2025 hütete er anschließend gegen Ungarn erstmals das Tor der U-21-Mannschaft.